# Slovar izbranih izrazov iz biokemije in molekularne biologije
Angleško-slovenski slovar izbranih izrazov iz biokemije in molekularne biologije je terminološki slovar,  namenjen v prvi vrsti članom Slovenskega biokemijskega društva in študentom naravoslovnih ved, ki se srečujejo z biokemijskimi in molekularnobiološkimi izrazi, v pomoč pa je lahko tudi drugim zainteresiranim posameznikom. 

## Nastanek
Prvo pomembno prelomnico je leta 1980 predstavljal prvi prevod biokemijske knjige v slovenščino. Proti koncu 20. stoletja se je področje biokemije in molekularne biologije hitro razvijalo, povečalo se je število člankov in s tem tudi biokemijskih izrazov, ki pa so bili večinoma v angleščini. Ker so bili prevodi prepuščeni posameznikom, se je leta 1999 izkazala potreba po ustanovitvi Terminološke komisije Slovenskega biokemijskega društva. Začel se je urejati spletni slovar, ki je vseboval prevode pogosto uporabljenih in težje prevedljivih izrazov, dostopen pa je bil na spletnih straneh biokemijskega društva. 
Leta 2005 je izšla tudi prva slovenska izdaja učbenika Temelji biokemije (v izvirniku Concepts in biochemistry). Nekaj let pozneje je nato izšla tudi prva tiskana izdaja Angleško-slovenskega slovarja nekaterih izrazov iz biokemije in molekularne biologije, pri katerem so bili posebno pozorni na pravilno rabo slovenskega jezika.

## Vsebina in ureditev
Slovar je sestavljen iz dveh delov: 
- V prvem delu so predstavljena pravila in priporočila glede oblikovanja izrazov. V splošnem delu je posebna pozornost namenjena izrazom za encime in organske kisline, dotaknili pa so se tudi nekaterih drugih problemov pri oblikovanju izrazov.
- V drugem delu pa se po abecednem vrstnem redu urejeni angleški termini z ustreznim slovenskimi prevodi. V slovarski del so v večji meri vključeni težje prevedljivi izrazi s področja biokemije in molekularne biologije, niso pa vanj uvrščeni številni enostavno prevedljivi izrazi, za katere se je raba slovenskega prevoda že ustalila.

Slovar prav tako ne vsebuje splošnih izrazov s širšega področja biokemije in molekularne biologije. 